# Grottes de Batu
Pour les articles homonymes, voir Batu (homonymie).
 (juin 2019).
Si vous disposez d'ouvrages ou d'articles de référence ou si vous connaissez des sites web de qualité traitant du thème abordé ici, merci de compléter l'article en donnant les références utiles à sa vérifiabilité et en les liant à la section « Notes et références ».
Les grottes de Batu sont un ensemble de grottes, dont certaines ont été aménagées en temples, dans une colline calcaire située à 10 kilomètres au nord de Kuala Lumpur en Malaisie, dans le district de Gombak.
Ces grottes constituent le plus grand sanctuaire hindou hors de l'Inde. Consacrées à Murugan (Kârttikeya), ces sanctuaires comptent parmi les plus populaires qui soient en dehors de l'Inde. C'est le point de rassemblement lors de la grande fête hindoue de Thaipusam en Malaisie,

## Étymologie
Le nom de Batu vient de la rivière Batu et du village Batu situés à proximité.

## Géologie
Le calcaire de la montagne Batu date de 200 millions d'années.
La grotte principale est formée d'un gigantesque couloir d'environ 100 mètres de long, 30 mètres de large et 100 mètres de haut se terminant par un aven de 50 mètres de diamètre et 200 mètres de profondeur[réf. nécessaire],.

## Histoire
Dans les années 1860, les grottes sont exploitées par les paysans chinois qui en extraient le guano.
Quelques années plus tard, les commerçants tamouls y installent un lieu de culte dédié à Murugan.
En 1891 une murti, statue représentant une divinité est installée et Batu Cave devient un lieu de pèlerinage hindou.
En 1920 des escaliers en bois sont construits et remplacés en 1939 par 242 marches en béton.
Dans les années 1970, le pèlerinage de Thaipusam rassemblait environ 700 000 pèlerins.
En 2006 une statue de Murugan haute de 43 mètres est installée au pied de l'escalier monumental.
En janvier/février 2007 le pèlerinage a rassemblé 1,5 million de personnes.

Les grottes de Batu, lieu de pèlerinage hindou dédié à Murugan
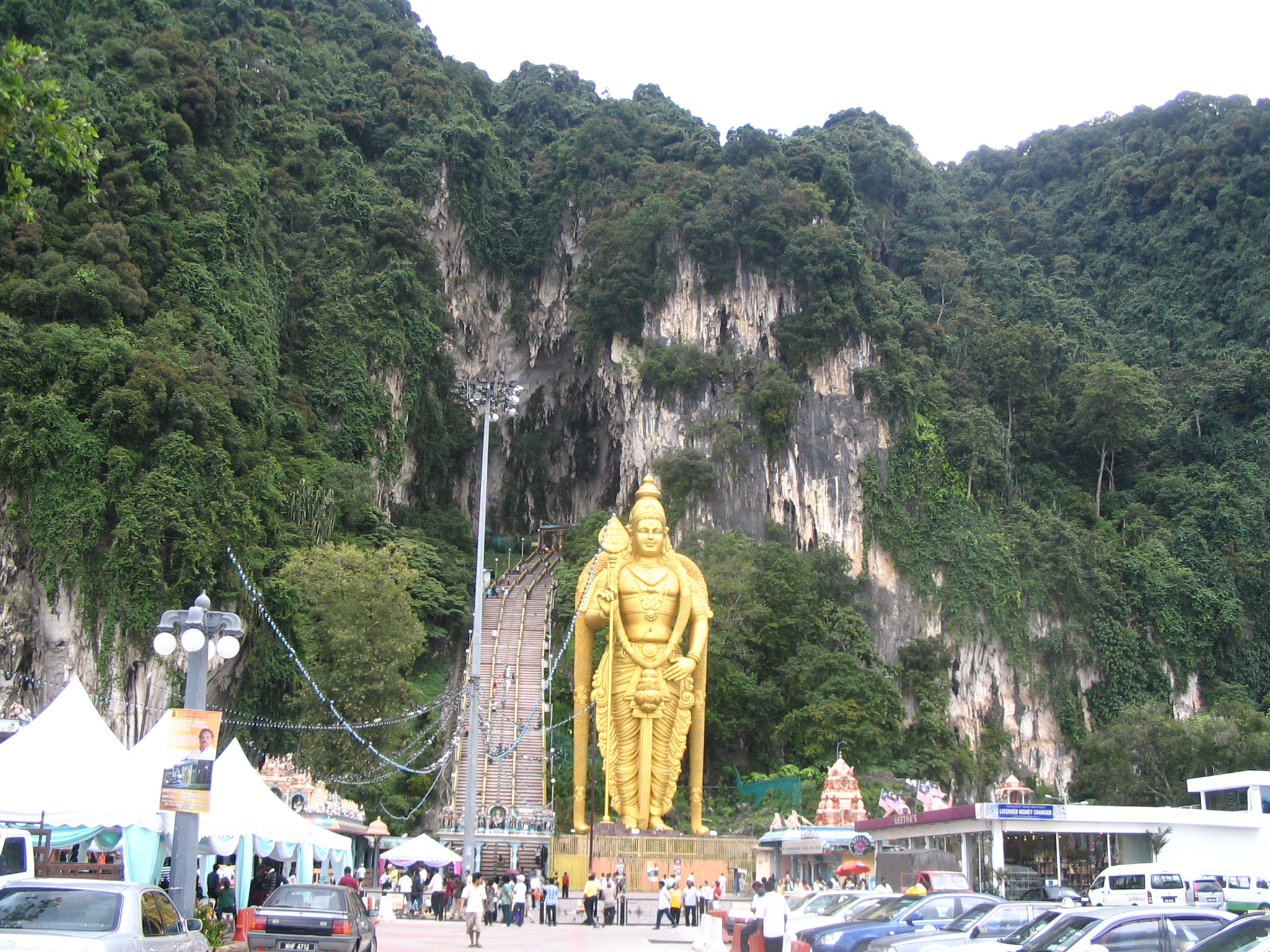
Vue générale du site
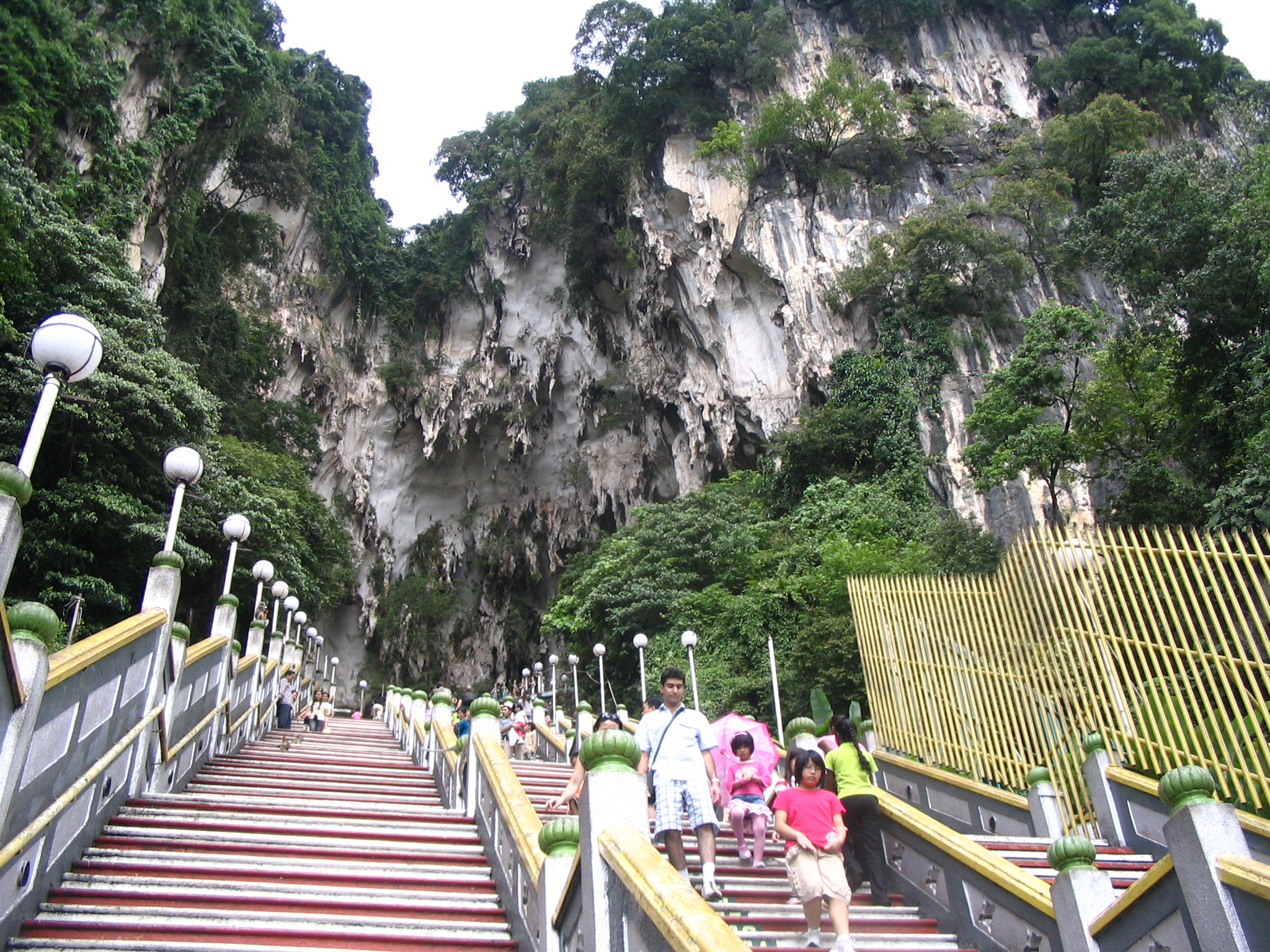
L'escalier de 272 marches
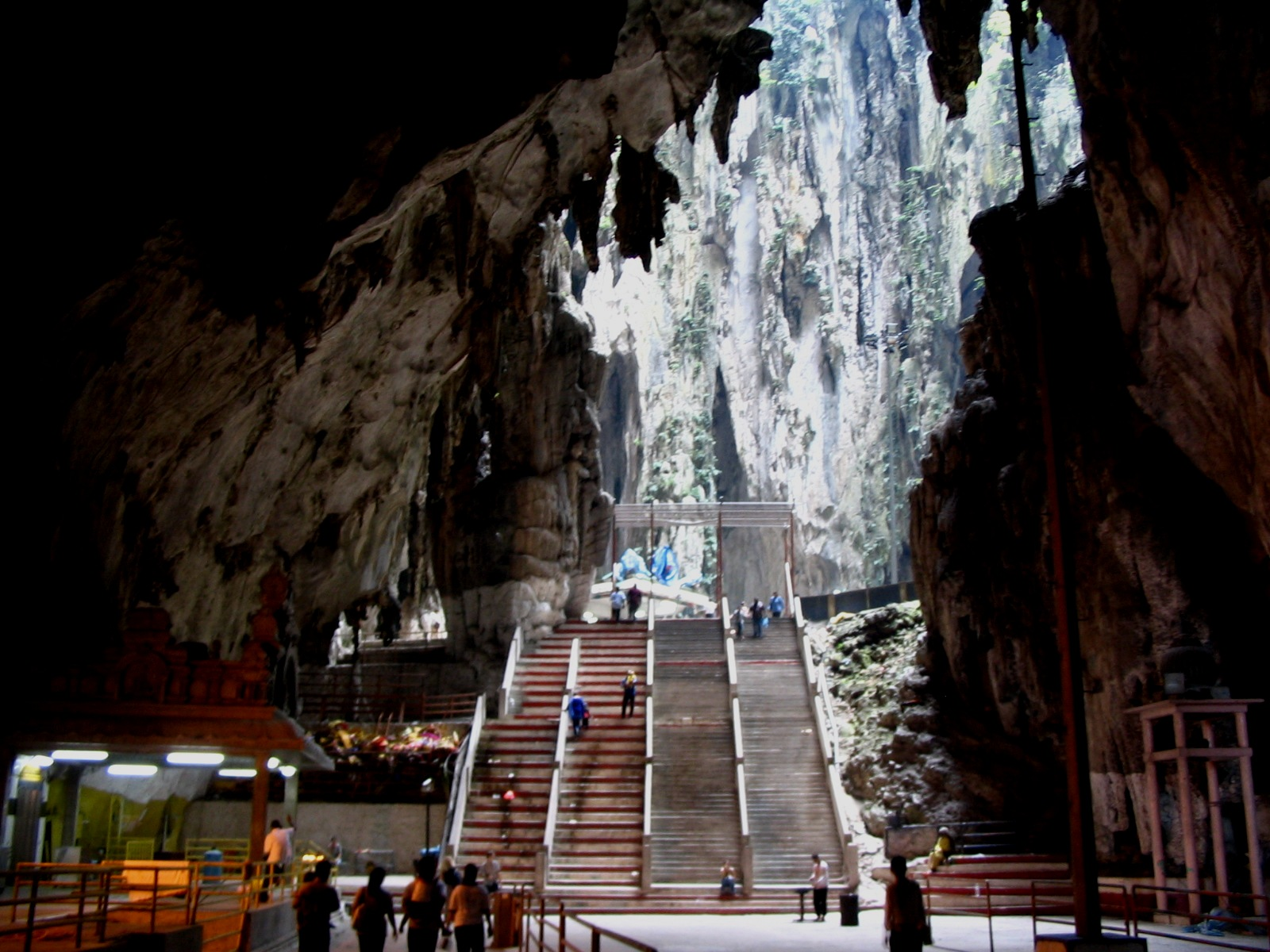
Intérieur de la grotte
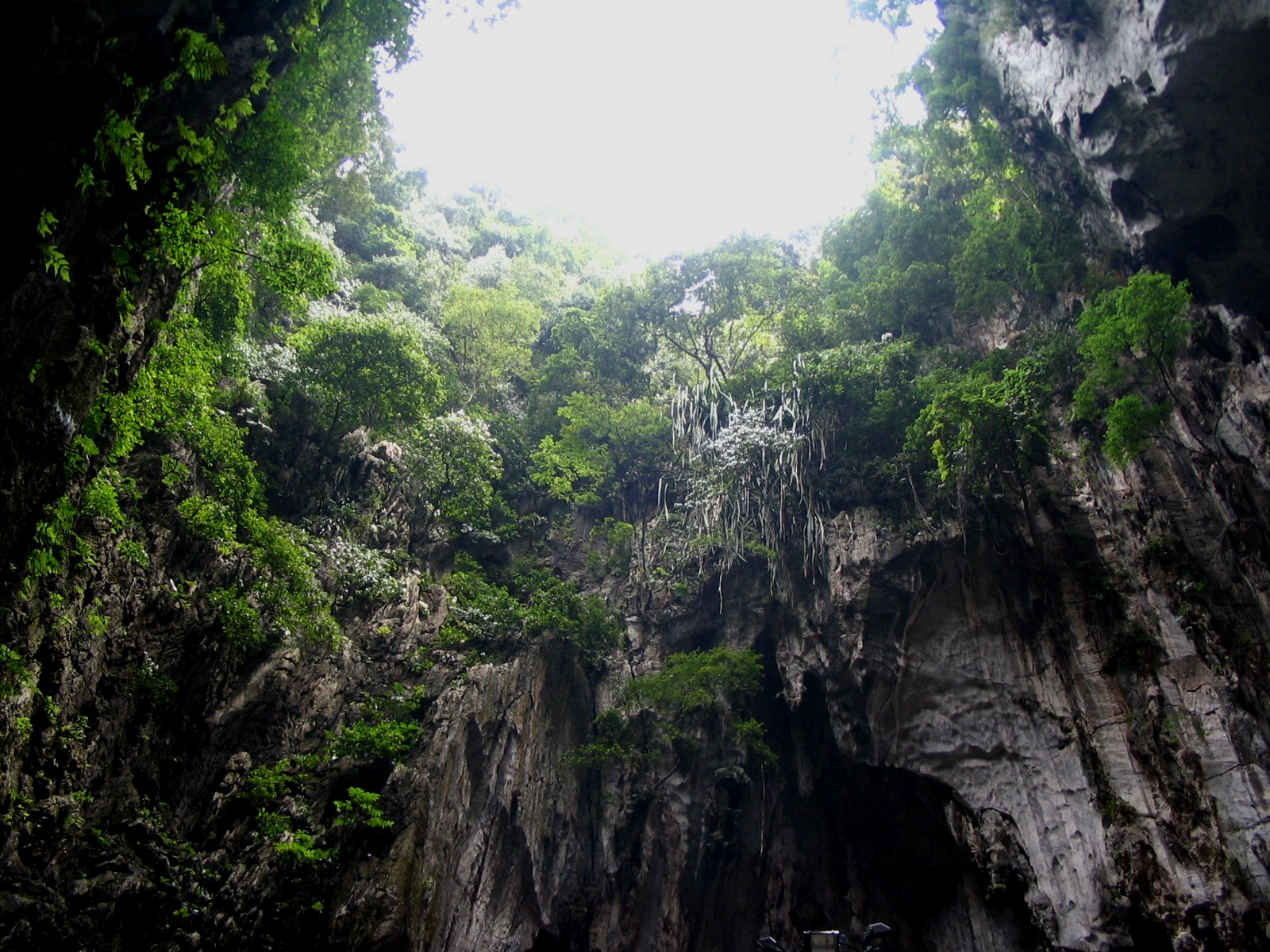
Fond de l'aven
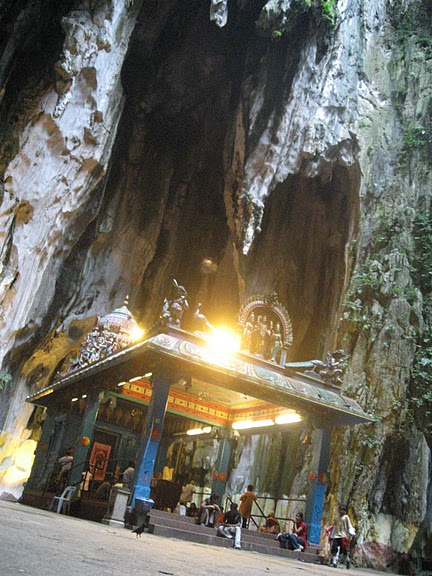
Temple dans la grotte principale
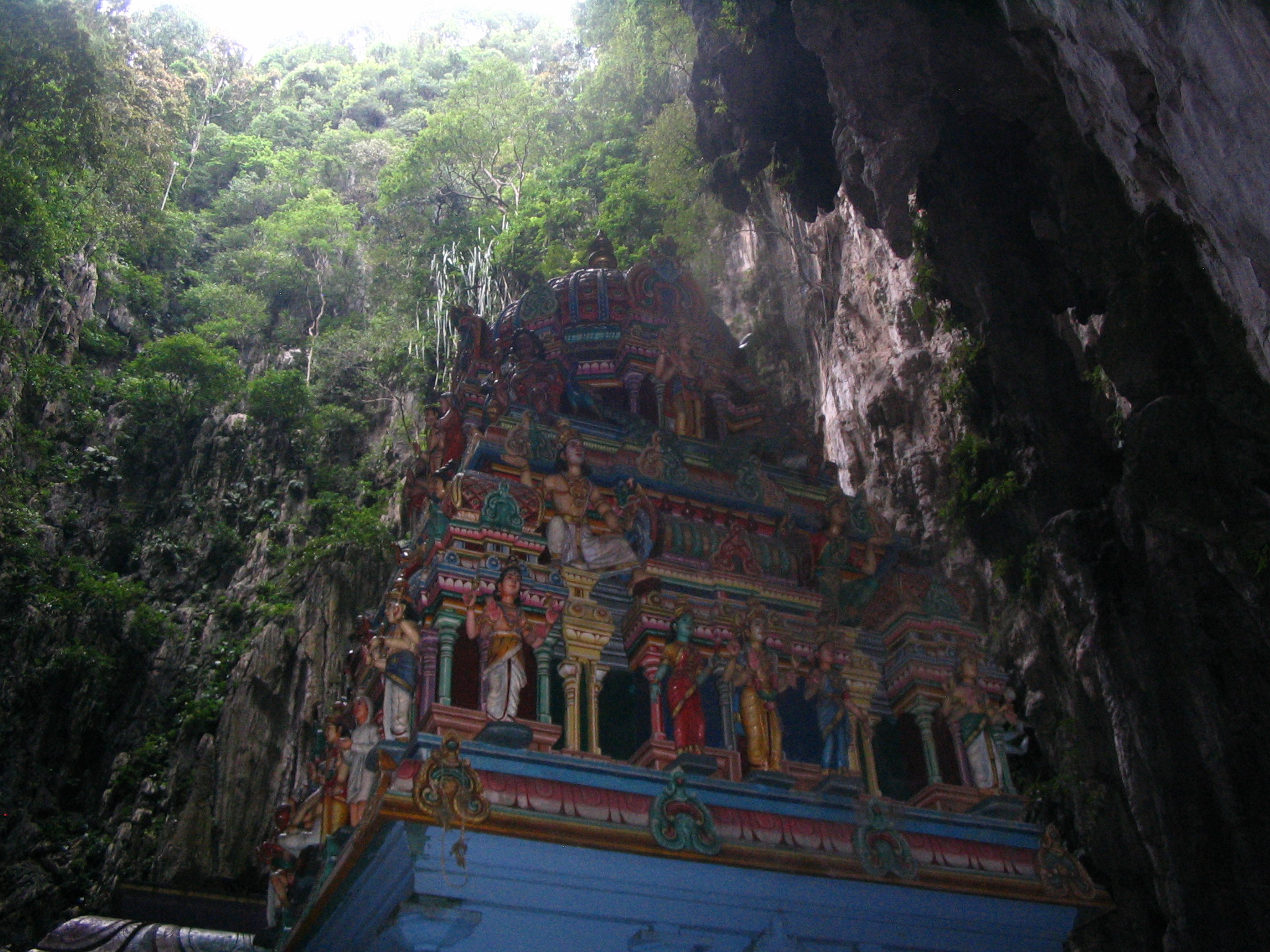
Détail du temple
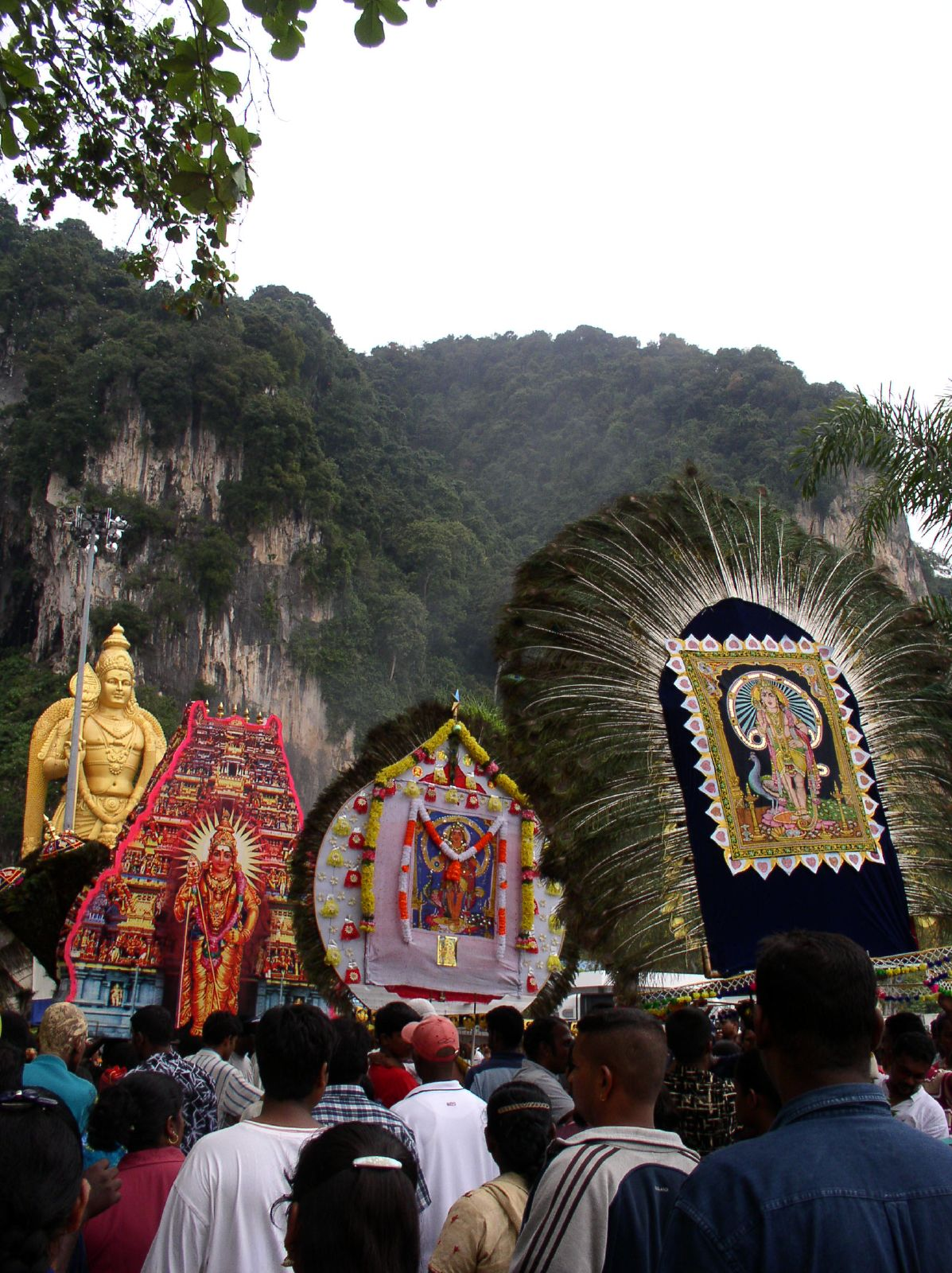
Procession pour la fête de Thaipusam

## Faune et flore
Le site compte une population importante de macaques crabiers, Macaca fascicularis, qui se font nourrir par les touristes.
Les chauves-souris des genres Eonycteris et Rousettus sont protégées et logent dans une grotte appelée Dark Cave, dont une association en assure la conservation et les visites guidées d'environ 45 minutes.
Outre l'histoire de la grotte, les aspects géologiques, cette association "Cave Management Group Sdn Bhd" propose l'explication des animaux qui coexistent dans cette grotte dont des espèces endémiques d'araignées, de vers, ou autres cafards.
Un serpent y est également présent, le cave racer (Orthriophis taeniurus ridleyi), mangeur de rats ou de chauve-souris. Ce serpent n'est pas venimeux, constricteur, et extrêmement timide face à l'homme.
Une araignée y a aussi été découverte et porte depuis le nom de la grotte : la Liphistius batuensis.

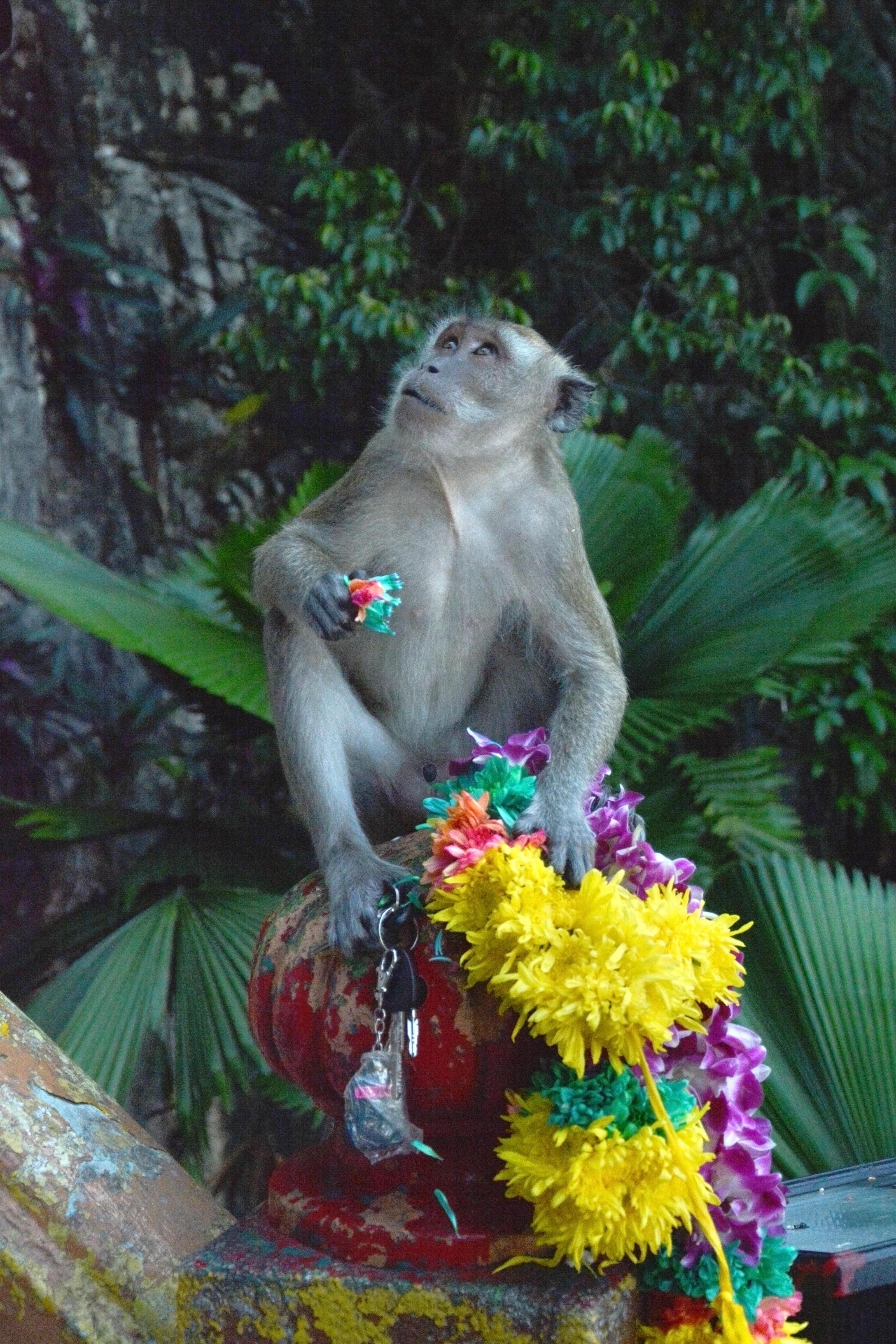
Macaque crabier
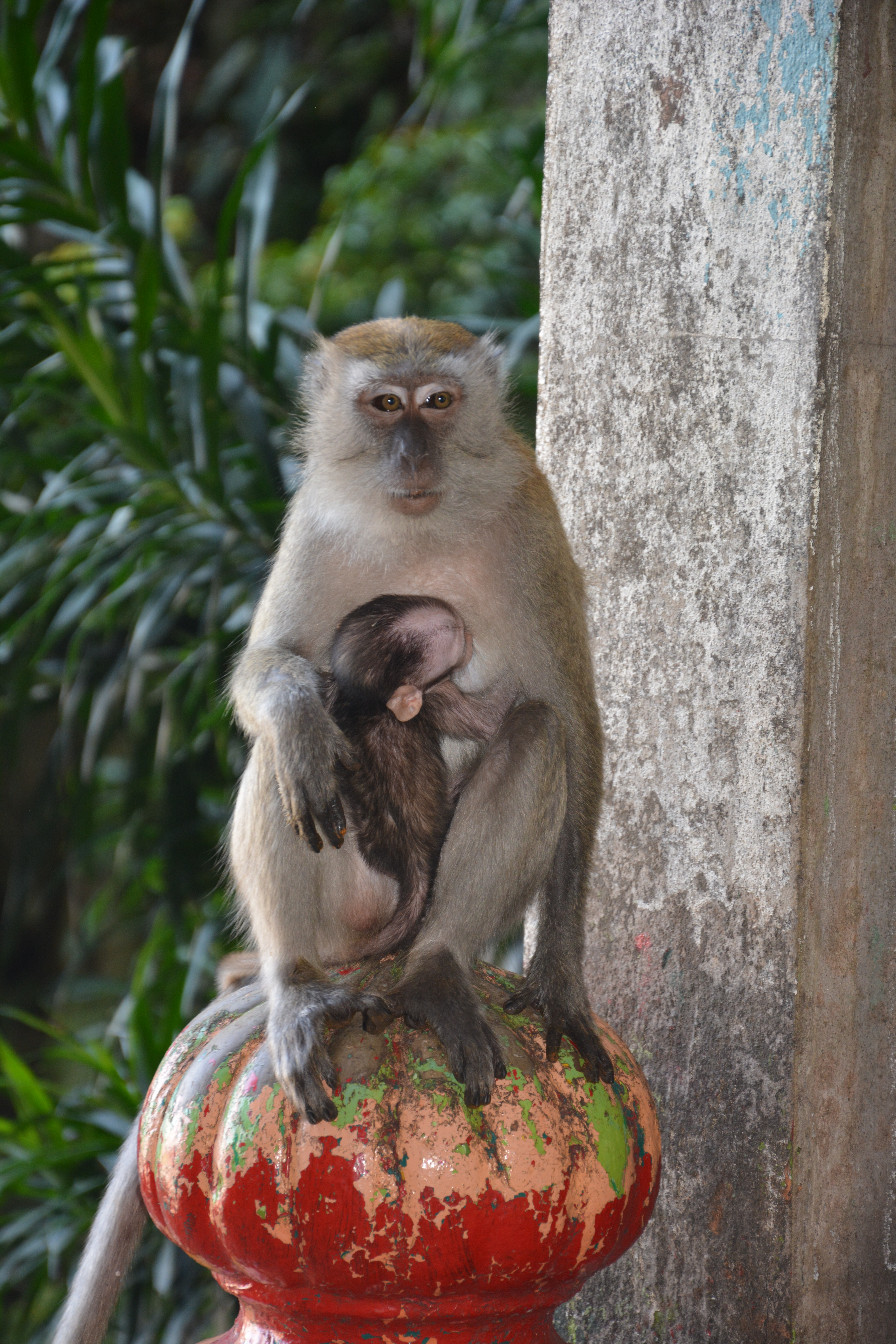
Macaque crabier femelle et son petit à l'entrée des grottes.

## Description du site religieux
Ces grottes constituent le plus grand sanctuaire hindou hors de l'Inde.

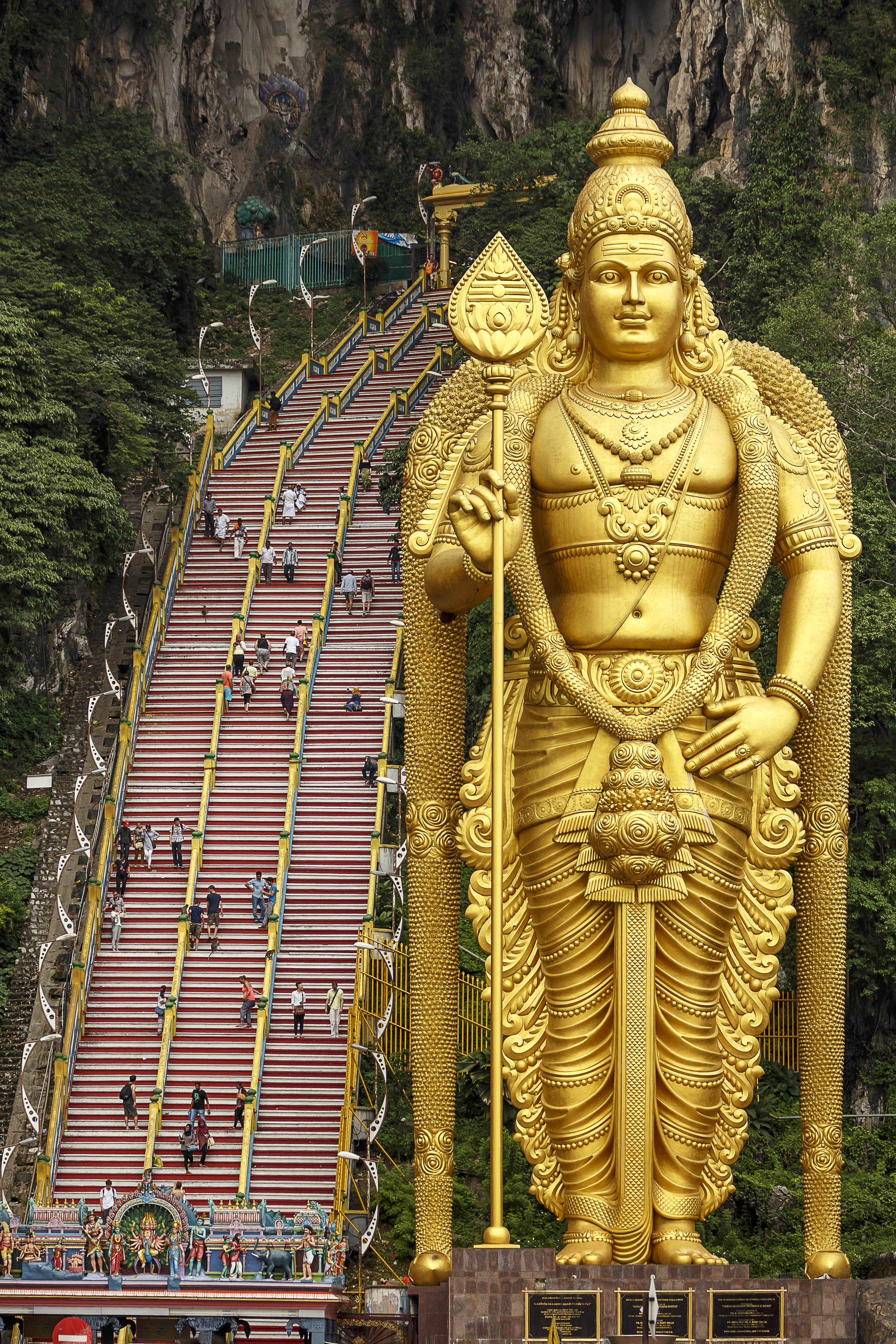
Entrée des grottes, avec la statue de Murugan, de 42,7 mètres de haut, et vue de l'escalier.
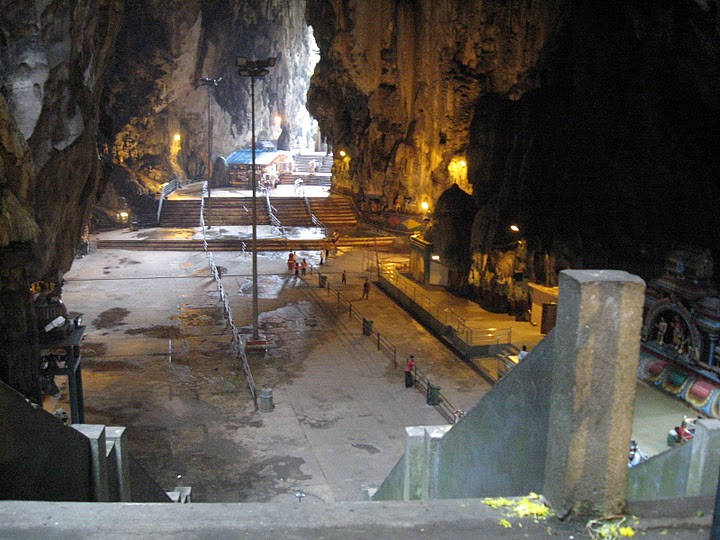
Intérieur des grottes.
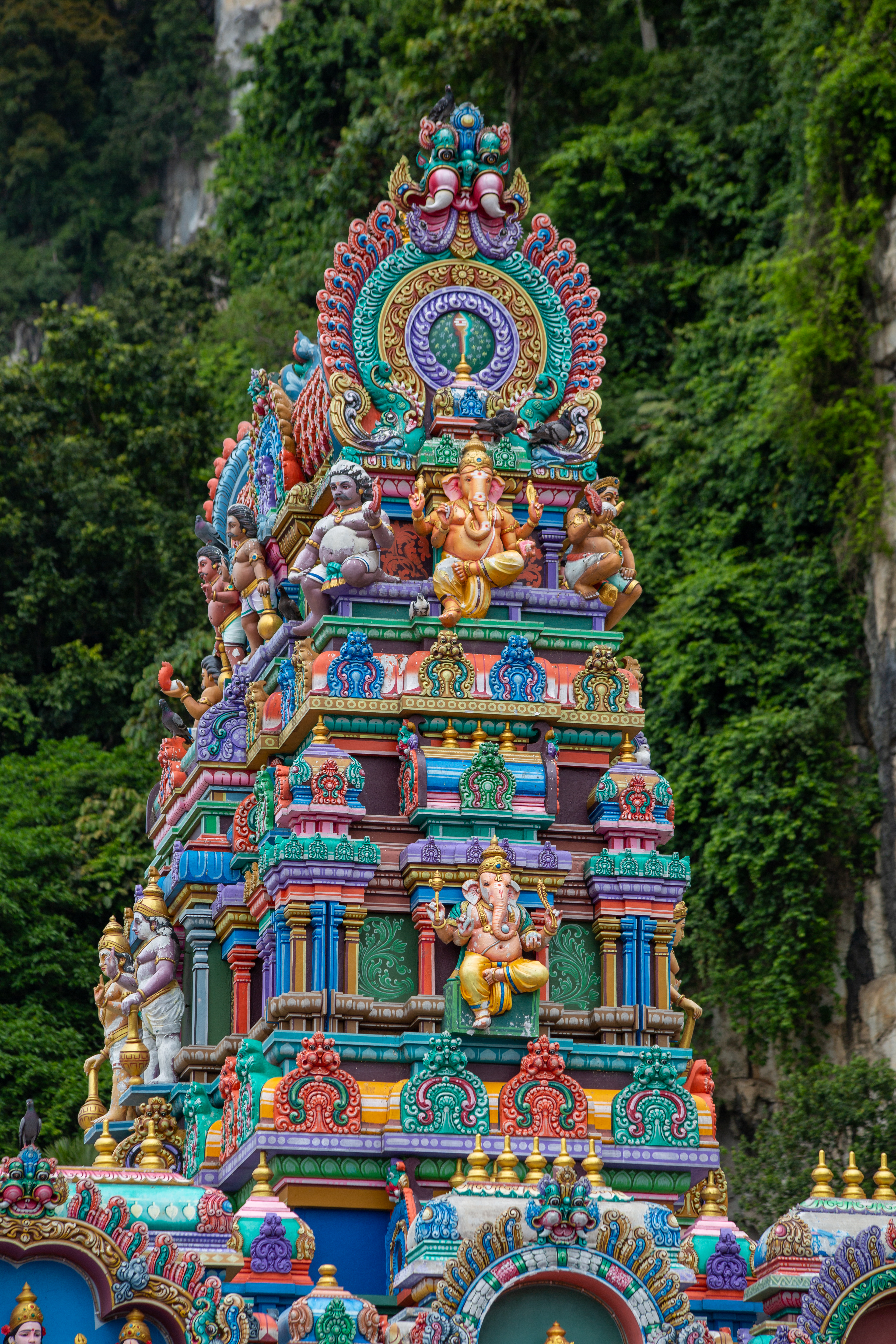
Temple Sri Submaraniam dans les grottes de Batu. Décembre 2019.

S'élevant à près de 100 mètres au-dessus du sol, le complexe religieux formé par les grottes de Batu se compose de trois grottes principales et de plusieurs autres plus petites. La plus importante, connue sous le nom de « Grotte cathédrale » ou de « Grotte du temple », elle atteint 100 mètres de haut, et s'enorgueillit de sanctuaires hindous richement décorés. Pour l'atteindre, les visiteurs doivent grimper un escalier assez raide de 272 marches.
À la base de la colline se trouvent deux autres grottes aménagées en temples, la « Grotte de la galerie d'art » et la « Grotte du musée », toutes deux remplies de statues et de peintures hindoues. Cet ensemble a été rénové et ouvert sous le nom de « Villa de la grotte » (Cave Villa) en 2008. Beaucoup de sanctuaires se rattachent à l'histoire de la victoire de Murugan (connu également sous les noms de Skanda ou de Kârttikeya) sur le démon Surapadam (ou Surapadman). Les visiteurs peuvent effectuer une visite avec un audioguide.
La grotte du Ramayana se trouve tout à fait à gauche lorsque l'on regarde la paroi à pic de la colline. En allant vers la grotte du Ramayana se trouve un murti de Hanumān de 15 mètres de haut ainsi qu'un temple dédié à Hanuman, le noble singe qui assista fidèlement Rāma dans sa quête pour reconquérir Sītā. La cérémonie de consécration du temple a eu lieu en novembre 2001.
La grotte du Ramayana raconte sous forme imagée — de façon fort efficace — l'histoire de Rāma à la façon d'une chronique. Elle est bien éclairée et permet au visiteur de progresser en regardant tout à loisir les représentations qui figurent sur les parois irrégulières de la grotte. On peut y ressentir l'impression que l'on avance dans les boyaux géants du puissant démon, Kumbhakaran (ou Kumbhakarna), le frère du roi Ravana de Lankā.
Une statue de 42,7 mètres de haut de Murugan a été inaugurée en janvier 2006, après trois ans de travaux. C'est la plus haute statue de Murugan au monde.